# عبادة الملائكة
عبادة الملائكة هي صرف أحد العبادات الخاصة لله إلى أحد الملائكة.

## عرب قبل بعثة نبوية
فمشركو العرب كانوا يقرون بأصل توحيد الربوبية، ويعتقدون أن الله تعالى منفرد بالخلق، ولكن كان ضلالهم بسبب عبادتهم للملائكة والأصنام وجعلها واسطة بينهم وبين الله تعالى. قال ابن كثير رحمه الله تعالى: " ثم أخبر تعالى عن عُبّاد الأصنام من المشركين أنهم يقولون: (مَا نَعْبُدُهُمْ إِلَّا لِيُقَرِّبُونَا إِلَى اللَّهِ زُلْفَى) أي: إنما يحملهم على عبادتهم لهم أنهم عمدوا إلى أصنام اتخذوها على صور الملائكة المقربين في زعمهم، فعبدوا تلك الصور تنزيلا لذلك منزلة عبادتهم الملائكة؛ ليشفعوا لهم عند الله في نصرهم ورزقهم، وما ينوبهم من أمر الدنيا، فأما المعاد فكانوا جاحدين له كافرين به

## في اليهودية

### إطلاق لفظ اله لملائكة
في أماكن أخرى يُطلق على الملائكة اسم إلوهيم (عادةً "إله" أو "آلهة"؛ تكوين 6: 2 ؛ أيوب ١: ٦ ) ، في كثير من الأحيان بيني إلوهيمأو بيني إليم (مضاءة " أبناء الآلهة") - بالمعنى العام لـ "الكائنات الإلهية". يُعرفون أيضًا باسم كيدوشيم (قدوشيم؛ "الكائنات المقدسة"؛ ملاحظة. 89:8 ؛ أيوب 5: 1 ). في كثير من الأحيان يُطلق على الملاك اسم "الإنسان". الكائن الغامض الذي تصارع مع يعقوب يُدعى أولاً إنساناً، ثم إلوهيم ( تك 32: 24 (25)، 28 (29)، 30 (31))، لكن هوشع يشير إليه أيضًا باسم مال آخ ( هوس. 12:5 ). ونتيجة لهذا التنوع، هناك بعض المقاطع التي ليس من المؤكد فيها ما إذا كان المقصود هو رسول بشري أم خارق. يتحدث الكتاب المقدس أيضًا عن مخلوقات مجنحة ذات طابع ملائكي تدعى الشاروبيم والسيرافيم، وتقوم بوظائف متنوعة. وهناك غموض آخر يرجع إلى حقيقة أن الكتاب المقدس لا يميز دائمًا بشكل واضح بين الله ورسوله.

## وصلات خارجية
- وإقرارهم بأن الله تعالى رب العالمين - الإسلام سؤال وجواب